# Daiva Batytė
Daiva Batytė (* 22. August 1980 in Plungė) ist eine litauische Schachspielerin.

## Leben
Batytė lernte an der Schachschule Plungė und ist Mitglied des Schachvereins Plungės visuomeninis šachmatų klubas „Bokštas“. Ihr Trainer war Vitalius Vladas Andriušaitis. 2004 und 2015 gewann sie die litauische Einzelmeisterschaft der Frauen; 2002, 2007, 2016 und 2018 wurde sie jeweils Vizemeisterin. Mit der litauischen Frauenmannschaft nahm sie 2000, 2004, 2006 und 2016 an der Schacholympiade sowie 2007 und 2015 an der Mannschaftseuropameisterschaft teil.
Batytė lebt in Wien. Seit 2013 ist sie Übungsleiterin und Trainerin im Wiener Frauenschachclub Frau Schach. In der Saison 2015/16 spielte Batytė in der österreichischen 2. Bundesliga Ost für den SV Stockerau sowie in der österreichischen Frauenbundesliga als Gastspielerin für den Meister ASVÖ Pamhagen. In der Saison 2018/19 gewann sie mit Pamhagen erneut die österreichische Mannschaftsmeisterschaft der Frauen, in der Saison 2019/20 spielt sie in der Frauenbundesliga für die Spielgemeinschaft Steyr. In Litauen spielte sie für den ŠK Margiris Kaunas, mit dem sie 1999 am European Club Cup der Frauen teilnahm.